# 大和楽
大和楽（やまとがく）とは昭和初期に男爵であった大倉喜七郎により創設され、成立した新邦楽の一種である。

## 大和楽成立の背景
大和楽の創設者である大倉喜七郎は、大倉財閥の2代目総帥であり、美術、邦楽、舞踊、ゴルフ、囲碁など多趣味な人物であった。またそういった芸術家の援助も積極的に行った。
その大倉が大正から昭和にかけて、「今までになかった全く新しい日本音楽」を創るために各界より超一流の名士を集めて新しい音楽を創作したものである。大和楽は、大倉によって「日本の伝統音楽のうちに秘められた精髄を取り出し、それに現代的な発声の衣を纏わせて人々に愛唱される曲の形式を創出しようと試みる楽派」と定義され、1933年（昭和8年）に創設された。
大倉自身も大倉聴松を名乗り、大和楽の作詞、作曲、演奏の全てを行い、その発展に尽くした。

## 音楽的な特徴と歴史
音楽的な特徴としては、従来からある三味線音楽の長所に、西洋音楽の発声法やハーモニー（和声）・輪唱・ハミングなどの演奏法を採り入れ、従来の邦楽と違った新しく自由な形式をもって発展してきた。
特に大倉が一中節の家元預かりであったり、また初期の作曲・演奏家として活躍した宮川寿朗（清元榮壽郎・大和栄棋）が清元の演奏家であったこともあり、その二派の影響が特に強い。
楽器は中棹の三味線を用い、こちらも清元の三味線に近い。
また長唄、常磐津、清元などをはじめとする他の邦楽と違い、女性演奏家を中心に活動が行われているのも特徴である。特に唄方は当初男性もいたが、現在では全て女性が担当している。三味線方は男性奏者も活躍している。また、古曲や他の新邦楽にも見られる傾向であるが、演奏家は他のジャンルの演奏家を兼ねている場合も多い（二代目家元も長唄三味線方との兼職であった）。
優美な楽曲が多いため、成立以来舞踊界での人気が高く、現在の活動の中心は純粋な演奏会よりも、舞踊の演奏となっている。
創設者の大倉が多方面の芸術に造詣が深かったため、発足当時から豪華な作家陣を擁しており、作詞には長田幹彦・笹川臨風・西條八十・長谷川時雨・北原白秋など当時の文壇・歌壇を代表する作家が参加している。
作曲には大和楽の演奏家としても活躍した岸上きみ、先に挙げた宮川寿朗らがあたり、大倉自身も数曲作詞や作曲を手がけている。
その他洋楽畑から團伊玖磨・藤原義江・原信子などの音楽家も参加し、観賞用の作品に関わっていた。
また、杵屋佐吉門下の優れた唄方として邦楽界屈指の人気を誇り活躍していた、三島儷子（後の大和美代葵）を唄方に迎え、大和楽は順調な滑り出しとなった。
1965年（昭和40年）前後に、大倉、岸上、宮川の3巨頭が相次いで亡くなり、大和楽は不遇の時代となった。三島が中心となって活動したが、相方となる三味線方がいなかったため、演奏の充実とは程遠い時期であった。
そのため作家として作品を提供していた清元榮三郎や、四世清元梅吉が演奏に参加した時期もあったが、いずれも本格的に参加するには至らなかった。
1969年（昭和44年）、長唄三味線方で、芳村伊十郎門下の芳村伊十七（大和久満）を立三味線（首席奏者）・作曲家に迎え、時を同じくして流儀運営としての大和流を復興。初代家元に大和美代葵、理事長に大和久満、理事に大和三千世、大和秀が就任したが、一部の演奏家にはその復興に不満を持つ者もおり、2派に分裂した。分裂した一派は現在でも本名で演奏活動を行なっているが優勢とは言い難い。
また清元榮寿郎との関係から、清元演奏家が清元姓のまま、或いは本名で大和楽の演奏を行なう場合もある。
大和美世葵没後は、1987年（昭和62年）に大和久満が二代目家元となる。
2012年(平成24年)、大和久満の実娘、大和櫻笙が三代目家元を襲名。

## 代表的な演奏家
- 大和 聴松（大倉喜七郎）
- 大和 栄棋（清元榮壽郎）　作曲名：宮川寿朗
- 岸上 きみ（哥澤 寅）
- 大和 美代葵（三島 儷子） 初代家元
- 大和久満（芳村伊十七）二代目家元
- 大和櫻笙　三代目家元
- 大和 三千世
- 大和 秀
- 大和 左京
- 大和 礼子
- 大和 左幸（清元美多郎）
- 大和 宏（芳村伊十一郎）
- 大和 壽（杵屋栄八郎）

## 代表曲
- あやめ（作詞：長田幹彦／作曲：宮川寿朗）
- 砧（作詞・作曲：大和聴松）
- 田植（作詞・作曲：大和聴松）
- たけくらべ（作詞：西條八十／作曲：宮川寿朗 ）
- 樋口一葉（作詞：西條八十／作曲：宮川寿朗 ）
- おせん（作詞：邦枝完二／作曲：宮川寿朗）
- 河（作詞：田中青滋／作曲：岸上きみ）
- 江島生島（作詞：長谷川時雨／作曲：宮川寿朗）
- 團十郎娘（作詞：邦枝完二／作曲：宮川寿朗）
- 月慈童（作詞：駒井義之／作曲：大和久満）
- かしく道成寺（作詞：猿若清方／作曲：大和久満）
- 夜の梅（作詞：長田幹彦／作曲：宮川寿朗）
- 雪折竹（作詞：笹川臨風／作曲：宮川寿朗）
- 花だより（作詞：小島二朔／作曲：宮川寿朗）
- 花吹雪（作詞：田中青滋／作曲：芳賀稔）
- 三十石の夜舟（作詞：笹川臨風／作曲：岸上きみ）
- 曙曾我（作曲：宮川寿朗 ）
- 二町町 菊吉抄（作詞：萩原雪夫／作曲：中山小十郎 ）